# Trochosa gravelyi
Trochosa gravelyi är en spindelart som beskrevs av Jan Buchar 1976. Trochosa gravelyi ingår i släktet Trochosa och familjen vargspindlar.
Artens utbredningsområde är Nepal. Inga underarter finns listade i Catalogue of Life.